# Carles II Manfredi
Carles II Manfredi (Faenza, 1439 - Rímini, 1484) va ser fill d'Astorgi II Manfredi. Va ser armat cavaller per l'emperador el 26 de gener de 1452.
El 1468 va succeir al pare com a senyor sobirà i viari pontifici de Faenza, comte de Brisighella i Val Lemone, senyor i vicari pontifici de Fusignano, Donigaglia, i senyor de Savignano, Oriolo, Gesso, Cesate, Quarneto, Fognano, Cavina, Fornazzano, San Cassiano, Montalbergo, Santa Maria in Montalto, San Procolo, Castel Laderchio, Casola, Rio Secco, Fontanamoneta, Baffadi i Montebattaglia fins al 16 de novembre de 1477.
El 9 d'agost de 1471 es va casar amb Constança de Varano, filla de Rodolf de Varano vicari Pontifici de Camerino, i foren els pares d'Ottaviano, nascut a Faenza el 6 d'agost de 1472, capità florentí, assassinat prop del monestir de San Benedetto in Val Lemone l'abril del 1500).
Carles II va morir de pesta a Rimini el 1484.